# The Rocky Horror Picture Show: Let's Do the Time Warp Again
The Rocky Horror Picture Show: Let's Do the Time Warp Again (noto anche come The Rocky Horror Picture Show Event) è un film per la televisione del 2016 diretto da Kenny Ortega, basato sul film di Jim Sharman The Rocky Horror Picture Show, a sua volta tratto dal musical di Sherman e Richard O'Brien The Rocky Horror Show.
Gli interpreti principali del film sono Laverne Cox, Victoria Justice, Ryan McCartan, Annaleigh Ashford, Adam Lambert, Reeve Carney, Christina Milian e Ben Vereen. Tim Curry, che ha interpretato Frank nel film originale, è presente nel ruolo del narratore.

## Trama
In una notte tempestosa i fidanzati Brad e Janet arrivano al castello della dottoressa Frank-N-Furter. Qui la scienziata dà la vita a un bellissimo ragazzo biondo e muscoloso e gli avvenimenti di quella notte si riveleranno essere unici e indimenticabili per la giovane coppia.

## Produzione
Già nel 2002 la Fox aveva preso in considerazione di fare un remake del film cult del 1975 The Rocky Horror Picture Show per farlo uscire nel 2003 in vista del 30º anniversario dell'omonimo musical con Gail Berman come produttrice. Successivamente MTV aveva pianificato il film per il 2008.
Il 10 aprile 2015, Kenny Ortega, già regista di Hocus Pocus, Michael Jackson's This Is It e della trilogia di High School Musical, venne scelto per la regia. Il 21 ottobre 2015, invece entrò nel cast Laverne Cox, conosciuta per il ruolo di Sophia Burset in Orange Is the New Black, che interpreta il Dr. Frank-N-Furter, ruolo che fu di Tim Curry nel film del 1975. Lou Adler, che nel film originale era il produttore, qui compare come produttore esecutivo, insieme a Kenny Ortega e Gail Berman.
Il film è stato girato nel castello Casa Loma, che si trova a Toronto.

## Colonna sonora
Testi di Richard O'Brien.
1. Ivy Levan & Annaleigh Ashford – Science Fiction / Double Feature – 4:30
2. Ryan McCartan & Victoria Justice – Dammit Janet – 2:36
3. Victoria Justice, Ryan McCartan & Reeve Carney – Over at the Frankenstein Place – 2:21
4. Annaleigh Ashford, Tim Curry, Reeve Carney & Christina Milian – The Time Warp – 4:08
5. Laverne Cox, Ryan McCartan & Annaleigh Ashford – Sweet Transvestite – 3:41
6. Staz Nair – Sword Of Damocles – 2:21
7. Laverne Cox – I Can Make You a Man – 2:09
8. Adam Lambert & Annaleigh Ashford – Hot Patootie (Bless My Soul) What Ever Happened to Saturday Night – 3:06
9. Laverne Cox & Victoria Justice – I Can Make You a Man (Reprise) – 1:40
10. Victoria Justice, Annaleigh Ashford, Christina Milian & Staz Nair – Toucha, Toucha, Toucha, Touch Me – 2:42
11. Ryan McCartan – Once in a While – 2:35
12. Ben Vereen, Annaleigh Ashford, Adam Lambert, Victoria Justice & Laverne Cox – Eddie – 2:44
13. Laverne Cox – Planet Schmanet Janet – 1:45
14. Laverne Cox, Ryan McCartan, Ben Vereen & Victoria Justice – Planet Hot Dog – 0:43
15. Annaleigh Ashford, Staz Nair, Ryan McCartan & Victoria Justice – Rose Tint My World – 2:42
16. Laverne Cox, Tim Curry, Ben Vereen, Annaleigh Ashford, Ryan McCartan & Victoria Justice – Don't Dream It – 3:01
17. Laverne Cox & Reeve Carney – Wild and Untamed Thing – 2:02
18. Laverne Cox – I'm Going Home – 2:29
19. Ryan McCartan, Victoria Justice & Tim Curry – Super Heroes – 2:04
20. Ivy Levan, Adam Lambert & Annaleigh Ashford – Science Fiction / Double Feature (Reprise) – 2:53

Durata totale: 52:12

## Distribuzione
Il film è stato trasmesso dal network Fox il 20 ottobre 2016. I primi 25 minuti sono stati presentati in anteprima al San Diego Comic-Con International.
La première mondiale si è tenuta il 18 ottobre 2016 al Cannes MIPCOM.
In Italia il film è stato trasmesso il 31 ottobre 2017, doppiato e in versione estesa, su Sky Cinema Hits.

### Versione estesa
Il 6 dicembre 2016 è uscita la versione estesa del film, che contiene una scena tagliata e la canzone "Once in a While", cantata da Ryan McCartan.

## Accoglienza

### Ascolti
Il film è stato seguito da 4,95 milioni di telespettatori.

### Critica
Il film è stato accolto negativamente dalla critica, che ha però lodato l'interpretazione di Laverne Cox.
Su Rotten Tomatoes ha un indice di gradimento del 29% basato su 42 recensioni, con un voto medio di 5,1 su 10. Su Metacritic ha un punteggio di 55 su 100, basato su 23 recensioni.

## Riconoscimenti
- 2017 - GLAAD Media Awards[17][18]
  - Candidatura per il miglior film per la televisione o miniserie